# Thomas Hay-Drummond (11e comte de Kinnoull)
Thomas Robert Hay-Drummond, 11e comte de Kinnoull (5 avril 1785 - 18 février 1866), titré vicomte Dupplin entre 1787 et 1804, est un pair écossais. Il est comte de Kinnoull, vicomte Dupplin et Lord Hay de Kinfauns dans la pairie d’Écosse; et baron Hay de Pedwardine dans la pairie de la Grande-Bretagne.

## Biographie
Il est né à Bath, fils de Robert Hay-Drummond (10e comte de Kinnoull) et de sa deuxième épouse, Sarah Harley, fille de Thomas Harley, maire de Londres,. Il est Lord Lyon de 1804 à 1866, succédant à son père à ce poste.
Il est colonel de la milice du Perthshire de 1809 à 1855 et, de 1830 à 1866, il est Lord Lieutenant du Perthshire.
Lord Kinnoull épouse Louisa Burton Rowley, fille de Charles Rowley (1er baronnet), le 17 août 1824. Ils ont neuf enfants :
- Louisa Hay-Drummond, mariée à Sir Thomas Moncreiffe, 7e baronnet ; une de leurs filles est Georgina Ward, comtesse de Dudley
- George Hay-Drummond (12e comte de Kinnoull) (1827 – 1897)
- Sarah Hay-Drummond (1828 – 1859), mariée à Hugh Cholmondeley (2e baron Delamere) de Vale Royal (né le 3 octobre 1811, décédé le 1er août 1887)
- Robert Hay-Drummond (1831 - 1855)
- Frances Hay-Drummond (décédée en 1886)
- Arthur Hay-Drummond (1833 - 1900), capitaine de la Royal Navy, hérite des domaines de Cromlix et Inverpeffray; marié 1855 Katherine Derby
- Elizabeth Hay-Drummond (1835 - 1902), mariée à Frederick Arthur
- Augusta Sophia Hay-Drummond (décédée en 1915), mère de Geoffrey Twisleton-Wykeham-Fiennes (18e baron Saye et Sele)
- Charles Rowley Hay-Drummond (1836 - 1918)

Il est décédé à Torquay, dans le Devon, où il a vécu les six derniers mois de sa vie. Le comté est passé à son fils aîné, George.